# Charles Mayer (Politiker)
Hon. Charles James Mayer, PC (* 21. April 1936 in Saskatoon, Saskatchewan; † 29. April 2025 in Winnipeg) war ein kanadischer Politiker der Progressiv-konservativen Partei Kanadas, der unter anderem zwischen 1979 und 1993 Mitglied des Unterhauses sowie 1993 Landwirtschaftsminister im 24. und im 25. Kabinett Kanadas war.

## Leben
Mayer absolvierte ein Studium der Agrarwissenschaften an der University of Saskatchewan und war als Farmer tätig. Bei der Unterhauswahl am 22. Mai 1979 wurde er für die Progressiv-konservative Partei Kanadas im neu geschaffenen Wahlkreis Portage-Marquette mit 18.824 Stimmen erstmals zum Mitglied des Unterhauses des Unterhauses gewählt und vertrat nach seinen Wiederwahlen am 18. Februar 1980 mit 16.219 Stimmen und am 4. September 1984 mit 15.378 Stimmen zu diesen Wahlkreis bis zu dessen Auflösung am 21. November 1988. Zu Beginn seiner Parlamentszugehörigkeit war er in der 31. Legislaturperiode (1979 bis 1980) Mitglied der Ständigen Ausschüsse für Landwirtschaft, für Finanzen, Handel und Wirtschaft, für Verkehr und Kommunikation und für verschiedene private Gesetzesinitiativen und Geschäftsordnung sowie in der 31. Legislaturperiode (1980 bis 1984) erneut Mitglied des Ständigen Ausschusses für Landwirtschaft sowie zeitweise in der ersten Sitzungsperiode zudem Mitglied des Ständigen Ausschusses für Verkehr sowie des Sonderausschusses für Geschäftsordnung und Verfahren. Des Weiteren war er von 1981 bis 1983 erst agrarpolitischer Sprecher seiner Partei bei der Weizenbehörde, die für die Vermarktung von Weizen und Gerste zuständig ist, sowie daraufhin zwischen Juli 1983 und September 1984 allgemeiner agrarpolitischer Sprecher der Progressiv-konservativen Partei.
Nach dem Wahlsieg der Progressiv-konservativen Partei bei der Unterhauswahl am 4. September 1984 fungierte Mayer zwischen dem 17. September 1984 und dem 26. August 1987 als Staatsminister im Landwirtschaftsministerium mit der Zuständigkeit für die Weizenbehörde. Zugleich war vom 17. September 1984 bis zum 29. Januar 1989 Mitglied des Kabinettsausschusses für wirtschaftliche und regionale Entwicklung sowie zwischen dem 17. September 1984 und dem 19. April 1988 stellvertretendes Mitglied des Kabinettsausschusses für das Schatzamt und vom 4. Juli 1986 bis zum 29. Januar 1989 Mitglied des Sonderausschusses des Kronrates. Er bekleidete zwischen dem 27. August 1987 und dem 3. Januar 1993 Staatsminister für Getreide und Ölsaaten im Landwirtschaftsministerium. Nach der Auflösung seines bisherigen Wahlkreises Portage-Marquette wurde er bei der Unterhauswahl am 21. November 1988 im neu eingerichteten Wahlkreis Lisgar-Marquette mit 17.484 abermals zum Abgeordneten des Unterhauses gewählt. Er vertrat diesen Wahlkreis bis zu seiner Niederlage bei der Unterhauswahl am 25. Oktober 1993, als er mit 7833 Stimmen gegen Jake Hoeppner von der Reformpartei Kanadas unterlag, auf den 13.385 Wählerstimmen entfielen.
Am 30. Januar 1989 übernahm Mayer im 24. Kabinett den Posten als Nachfolger von Bill McKnight den Posten als Minister für wirtschaftliche Diversifikation des Westens und bekleidete das Amt bis zum 3. Januar 1993, woraufhin Mary Collins ihn ablöste. In dieser Funktion war er des Weiteren zwischen dem 30. Januar 1989 und dem 20. April 1991 Mitglied der Kabinettsausschüsse für menschliche Ressourcen, Einkommensunterstützung und Gesundheit, für Beziehungen zwischen Bund und Provinzen sowie für Wirtschaftspolitik. Zugleich war er vom 30. Januar 1989 bis zum 3. Januar 1993 abermals stellvertretendes Mitglied des Kabinettsausschusses für das Schatzamt und vom 21. April 1991 bis zum 3. Januar 1993 Mitglied des Kabinettsausschusses für Wirtschafts- und Handelspolitik.
Im Zuge einer Regierungsumbildung übernahm Mayer am 4. Januar 1993 im 24. Kabinett von Bill McKnight das Amt des Landwirtschaftsministers und hatte dieses bis zum Ende der Amtszeit von Premierminister Brian Mulroney am 24. Juni 1993. Während dieser Zeit gehörte er vom 4. Januar bis zum 24. Juni 1993 als Mitglied auch den Kabinettsausschüssen für Außen- und Verteidigungspolitik sowie für Prioritäten und Planung. Im darauf folgenden 25. Kabinett Kanadas bekleidete er schließlich zwischen dem 25. Juni und dem 3. November 1993 erneut das Amt als Landwirtschaftsminister und zugleich als Minister für kleine Gemeinden und ländliche Gebiete. Er war daneben vom 25. Juni bis zum 24. Oktober 1993 zuständiger Kabinettsminister für Manitoba sowie ferner zwischen dem 25. Juni und dem 3. November 1993 Mitglied des Kabinettsausschusses für Wirtschafts- und Umweltpolitik.

## Weblink
- The Hon. Charles James Mayer, P.C., M.P. In: Homepage des Unterhauses. Abgerufen am 3. März 2024 (englisch).